# Cours-de-Monségur
Cours-de-Monségur település Franciaországban, Gironde megyében. Lakosainak száma 243 fő (2022. január 1.). Cours-de-Monségur Baleyssagues, Dieulivol, Monségur, Saint-Vivien-de-Monségur, Taillecavat, Duras és Saint-Géraud községekkel határos.

## Népesség
A település népességének változása:
| Lakosok száma | 329  | 286  | 230  | 267  | 285  | 282  | 284  | 283  | 269  | 243  |
|               | 1968 | 1982 | 1990 | 2006 | 2013 | 2015 | 2017 | 2019 | 2020 | 2022 |